# Ardisia milneensis
Ardisia milneensis är en viveväxtart som beskrevs av C.M.Hu. Ardisia milneensis ingår i släktet Ardisia och familjen viveväxter. Inga underarter finns listade i Catalogue of Life.